# Paetongtarn Shinawatra
Paetongtarn Shinawatra (in thailandese แพทองธาร ชินวัตร, Phaethongthan ChinnawatSGRT), detta Ung Ing (in thailandese อุ๊งอิ๊ง; Bangkok, 21 agosto 1986), è una politica, dirigente d'azienda e imprenditrice thailandese, Prima ministra della Thailandia dal 18 agosto 2024.
Figlia minore del magnate delle telecomunicazioni Thaksin Shinawatra e nipote di Yingluck Shinawatra, entrambi ex primi ministri della Thailandia, nell'aprile 2023 fu formalmente inserita tra i candidati alla carica di prima ministra per il Partito Pheu Thai in vista delle elezioni parlamentari del mese successivo. Nell'agosto 2023 l'incarico fu invece assegnato all'imprenditore Srettha Thavisin, a sua volta membro di Pheu Thai, che un anno dopo fu destituito con una sentenza della Corte Costituzionale e la carica di prima ministra fu affidata il 18 agosto 2024 a Paetongtarn Shinawatra.
Il 1º luglio 2025 Paetongtarn è stata sospesa dall'incarico dalla Corte costituzionale e il vice primo ministro, Suriya Juangroongruangkit, ha assunto la guida ad interim della Thailandia.

## Biografia

### Famiglia Shinawatra
Paetongtarn Shinawatra è nata a Bangkok dal magnate e politico Thaksin Shinawatra e da Potjaman Na Pombejra, entrambi appartenenti a facoltose famiglie della provincia di Chiang Mai. Tre membri della famiglia di Paetongtarn sono stati primi ministri di Thailandia: il padre Thaksin, il più noto, che ha ricoperto la carica dal 2001 al 2006 prima di essere rovesciato dal colpo di Stato militare del 2006; costretto all'esilio per evitare il carcere, anche negli anni successivi Thaksin ha esercitato dall'estero un'enorme influenza sulle vicende politiche del Paese; Somchai Wongsawat, fratello della madre, che è stato capo del governo ad interim fra il settembre e il dicembre 2008, quando il Partito del Potere Popolare (alleato di Thaksin) è stato sciolto per una sentenza della Corte costituzionale con la quale Somchai fu inibito alla vita politica per 5 anni; Yingluck Shinawatra, zia paterna, che è stata primo ministro dal 2011 al 2014, quando è stata deposta da un'altra sentenza della Corte costituzionale e a sua volta, come il fratello, è andata in esilio prima di essere condannata al carcere e per evitare la pena, proclamandosi vittima di macchinazioni politiche.
Paethongtan ha sposato Pitaka Suksawat, un ingegnere e pilota di aereo. Il matrimonio è avvennuto con due cerimonie, la prima in Thailandia il 17 marzo 2019, assente il padre, e cinque giorni dopo a Hong Kong alla presenza del padre Thaksin e della principessa Ubolratana Rajakanya, sorella del re di Thailandia Vajiralongkorn. Dal matrimonio sono nati i figli Thithan e Prutthasin.

### Studi
Paetongtarn è cresciuta nella capitale e ha frequentato le scuole medie alla Saint Joseph Convent School e le superiori alla Mater Dei School. Nel 2008 si laureò con bachelor's degree in scienze politiche, sociologia e antropologia alla Facoltà di Scienze politiche dell'Università Chulalongkorn. Continuò gli studi in Inghilterra, dove conseguì un Master of Science in International Hotel Management alla Università del Surrey.

### Dirigente aziendale e imprenditrice
Sono stati assegnati a Paetongtarn importanti incarichi dirigenziali nelle aziende facenti capo alla famiglia Shinawatra. La stampa riportò che nel 2021 era direttrice di almeno 20 di queste aziende, attive soprattutto nei settori immobiliare, turistico, finanziario e commerciale. Nel marzo di quello stesso anno era la maggiore azionista della SC Asset Corporation con il 29,04% delle azioni, che avevano a quel tempo un valore di 4 341 655 035 baht.

### Carriera politica

#### Premesse
Diventato primo ministro nel 2001 alla guida del Partito Thai Rak Thai da lui fondato, il padre Thaksin mise in atto una politica populistica in favore delle masse meno abbienti, scalfendo gli interessi delle vecchie elite di Bangkok legate ai militari e alla monarchia. L'opposizione fu messa ai margini del dibattito parlamentare, alleati di Thaksin furono inseriti in posti di comando delle maggiori istituzioni e fin dall'inizio si creò una frattura tra la nuova e la vecchia classe politica, che generò un drammatico conflitto ultradecennale anche tra la popolazione. Fu coinvolto in un procedimento legale per il conflitto di interessi tra il suo ruolo di primo ministro e le varie attività finanziarie che continuava a condurre, e si scatenò una grande ondata di proteste contro Thaksin, accusato di avere svenduto un patrimonio nazionale e di non aver pagato le tasse relative alla vendita. Le dimostrazioni ebbero fine con il colpo di Stato militare del settembre 2006, che pose fine al governo di Thaksin e lo costrinse all'esilio. Il governo fu affidato ai militari e nel maggio del 2007 Thai Rak Thai fu dissolto dalla nuova Corte costituzionale.
Le elezioni si tennero nel dicembre 2007 e videro la vittoria della coalizione guidata dal Partito del Potere Popolare (PPP) di Samak Sundaravej, che fu eletto primo ministro e proseguì la linea politica di Thaksin. Il programma di governo fu ostacolato da nuove grandi manifestazioni dell'opposizione e dalla magistratura e nel dicembre 2008 giunse la sentenza della Corte costituzionale che sciolse i partiti della coalizione Partito del Potere Popolare, Nazione Thai e Matchima con l'accusa di frode elettorale. Molti deputati della coalizione di governo furono convinti ad entrare nel Partito Democratico, che era stato all'opposizione, e il suo leader Abhisit Vejjajiva divenne primo ministro senza passare per nuove elezioni. Gli eventi scatenarono la reazione dei sostenitori di Thaksin, le Camicie rosse del movimento Fronte Unito per la Democrazia contro la Dittatura, che contestarono il nuovo governo, chiesero nuove elezioni e nell'aprile 2009 diedero il via a imponenti dimostrazioni. Le dimostrazioni del FUDD ripresero con rinnovata intensità nel marzo 2010 e vi fu la brutale risposta delle forze dell'ordine, a maggio il bilancio finale dei due mesi di scontri fu di 90 morti e 2 000 feriti.
Le nuove elezioni si tennero nel luglio 2011 e videro la schiacciante vittoria di Yingluck Shinawatra – sorella di Thaksin e zia di Paetongtarn – che alla guida del neonato partito Pheu Thai formò un governo di coalizione. Pesanti critiche al nuovo esecutivo riguardarono la gestione delle politiche agricole intraprese, il partito fu accusato di aver condotto un'ennesima politica populista per prendere voti e di aver fatto arricchire intermediari legati agli Shinawatra. La responsabilità di malgoverno fu addossata a Yingluck, contro la quale venne aperto un procedimento dalla Commissione anti-corruzione. La crisi politica si riacutizzò con le manifestazioni anti-governative dell'ottobre 2013 contro la proposta di legge presentata dal governo che prevedeva un'amnistia per i reati connessi alla crisi politica tra il 2006 e il 2011, di cui avrebbe usufruito anche Thaksin. Le proteste aumentarono e nel maggio del 2014 Yingluck fu destituita con una sentenza della Corte Costituzionale che la riconobbe colpevole di "abuso del potere politico a fini personali". Il 22 maggio i militari del neonato Consiglio nazionale per la pace e per l'ordine, capeggiato dal comandante in capo dell'esercito Prayuth Chan-ocha, effettuarono un colpo di Stato con cui il governo ad interim fu sciolto. Prayuth Chan-ocha si auto-proclamò primo ministro ad interim e negli anni successivi la giunta continuò la repressione sulle opposizioni legate agli Shinawatra. Yingluck fu processata per uno scandalo sui prezzi del riso e, prima dell'annuncio del verdetto, lasciò di nascosto il Paese rifugiandosi in esilio all'estero.
Con la morte di re Rama IX il 13 ottobre 2016, salì al trono il figlio Vajiralongkorn (Rama X) e il 6 aprile 2017 controfirmò la nuova Costituzione definitiva preparata dalla giunta che aumentò i poteri della Corte costituzionale di incriminare un civile a capo del governo, autorizzò i militari a egemonizzare il Senato, ecc., novità introdotte per prevenire il ritorno al potere di Thaksin e dei suoi alleati. Le elezioni si tennero nel marzo 2019, videro prevalere alla Camera la coalizione guidata dal filo-militare Partito Palang Pracharath e gruppi per i diritti civili e osservatori politici criticarono il sistema di voto e la Commissione elettorale per i molti errori e irregolarità riscontrate, anche l'esito finale fu aspramente contestato dalle opposizioni.

#### Entrata in politica
Iniziata alla politica già quando aveva 8 anni e il padre era ministro degli Esteri, nell'ottobre 2021 Paetongtarn entrò ufficialmente nel mondo politico al congresso del Partito Pheu Thai, quando fu eletta presidente del neonato Comitato consultivo incaricato di pianificare il miglioramento di partecipazione e innovazioni del partito. Questo nuovo importante comitato fu lanciato durante le imponenti proteste del 2020-2021 contro il governo egemonizzato dai militari e per avere una riforma della costituzione e della monarchia con una lunga serie di dimostrazioni alle quali parteciparono soprattutto studenti. Vista la sua relativamente giovane età (35 anni) la scelta di Paetongtarn fu vista dagli osservatori come parte della strategia di Thaksin di rinnovare il partito per attrarre i voti dei giovani in vista delle elezioni parlamentari del 2023, proponendo inoltre al vertice di Pheu Thai un membro della famiglia Shinawatra. In tale occasione la figlia di Thaksin fu vista come uno dei potenziali candidati del partito alla carica di prima ministra da presentare all'elettorato.

#### Candidatura a primo ministro alle elezioni del 2023
La sua candidatura a prima ministra divenne ancora più verosimile il 20 marzo 2022, quando a una riunione di Pheu Thai in cui erano presenti le personalità di vertice del partito fu presentata come il "capo della famiglia Pheu Thai". Nei 12 mesi successivi, la stampa la definì candidata a primo ministro per il Pheu Thai anche se l'inserimento ufficiale tra i candidati a primo ministro del partito fu comunicato il 5 aprile 2023, 6 giorni dopo l'annuncio che le elezioni avrebbero avuto luogo il 14 maggio 2023. La maggior parte dei sondaggi pre-elettorali vide il Pheu Thai raccogliere più consensi davanti al progressista Phak Kao Klai, erede del Partito del Futuro Nuovo che era stato a sorpresa il terzo più votato alle elezioni del 2019 grazie al voto dei giovani, e che era stato sciolto nel 2020 dalla Corte costituzionale. Entrambi avevano un largo vantaggio su Phak Ruam Thai Sang Chart, il nuovo partito a cui aveva aderito come candidato premier il primo ministro uscente Prayut Chan-o-cha.
Il 15 maggio, quando era stato conteggiato il 99% delle schede elettorali, la Commissione elettorale rese pubblico il risultato preliminare delle elezioni, nel quale emerse la netta affermazione dei due partiti del fronte democratico Kao Klai (con 152 seggi) e Pheu Thai (141 seggi), che insieme raccolsero la maggioranza dei 500 seggi della Camera. Quello stesso giorno fu concordata un'alleanza tra Kao Klai, Pheu Thai e altri quattro partiti minori con cui il fronte democratico sarebbe arrivato a 309 seggi. Per la scelta del primo ministro era però necessario disporre di almeno 376 voti, cioè 1 voto in più della metà del totale tra i 500 deputati e i 250 senatori; i senatori erano quelli scelti dai militari prima delle elezioni del 2019, risultava quindi ancora un'incognita quale coalizione avrebbe eletto il primo ministro. Era comunque già stato stabilito che per l'annuncio dei risultati definitivi ufficiali si sarebbe dovuto aspettare diverse settimane, mentre la seduta comune di Camera e Senato per la scelta del primo ministro era prevista per luglio.
I risultati furono definiti dagli osservatori un terremoto e rappresentarono il ripudio da parte del popolo thailandese di 9 anni di dittatura militare e dei partiti associati ai militari, Palang Pracharath e il nuovo Phak Ruam Thai Sang Chart, che insieme raccolsero solo 76 seggi contro i 116 di Palang Pracharath nel 2019. Il consenso accordato alla radicale politica di cambiamento proposta da Kao Klai andò oltre ogni aspettativa; il partito superò anche Pheu Thai, che era in testa nei sondaggi pre-elettorali. I partiti legati alla famiglia Shinawatra avevano vinto tutte le elezioni che si erano tenute dal 2001 in poi. Particolare scalpore fecero i risultati di Bangkok, dove Kao Klai si assicurò 32 delle 33 circoscrizioni e l'ultima fu appannaggio di Pheu Thai.
La coalizione dei partiti pro-democrazia presentò al nuovo Parlamento la candidatura a primo ministro del leader di Kao Klai Pita Limjaroenrat, che trovò l'ostacolo dei parlamentari filo-militari e fu respinta. Pheu Thai formò quindi una nuova coalizione senza Kao Klai sostenendo la candiadatura a primo ministro del suo nuovo deputato Srettha Thavisin, un magnate del settore immobiliare da tempo collaboratore di Thaksin. Alla coalizione si unirono altri 10 partiti, gli ultimi dei quali vi entrarono il 21 agosto e furono Palang Pracharath e Ruam Thai Sang Chart, i partiti associati ai militari.
Questa clamorosa svolta sollevò le aspre critiche di molti sostenitori di Pheu Thai – i cui dirigenti avevano promesso prima delle elezioni che non avrebbero stretto alleanza con i partiti dei militari – nonché quelle dei sostenitori di Kao Klai. In un sondaggio tenuto in quei giorni, il 64% degli intervistati si dichiarò contrario all'alleanza tra Pheu Thai e i partiti che facevano capo ai militari. Paetongtarn si scusò a nome del partito con l'elettorato per non aver tenuto fede alla promessa, sostenendo che il cambio di programma era dovuto all'esigenza di superare la crisi politica per risollevare il Paese.
Il 22 agosto la nuova coalizione sottopose al Parlamento la candidatura di Srettha Thavisin, che fu designato primo ministro al primo scrutinio. Quello stesso giorno Thaksin fece rientro in Thailandia dopo 15 anni di esilio e fu accolto trionfalmente dai propri sostenitori all'aeroporto di Bangkok, dove la polizia lo prese in custodia e lo scortò prima alla Corte suprema e poi in carcere. Il giorno successivo, un portavoce del presidente della Camera rese noto che re Vajiralongkorn aveva dato il benestare per la nomina di Srettha a primo ministro.

#### Prima ministra della Thailandia
Il 14 agosto 2024, Srettha Thavisin viene destituito dalla carica di primo ministro dalla Corte costituzionale per aver violato le leggi nazionali avendo affidato una carica di governo a una persona che era stata in carcere. Il giorno successivo, i membri della coalizione di governo si trovano concordi nell'affidare la carica di prima ministra a Paetongtarn Shinawatra (diventata nel frattempo leader del partito), la cui nomina viene approvata dall’Assemblea nazionale il 16 agosto 2024. Con l’assenso del re di Thailandia Vajiralongkorn, è entrata in carica il 18 agosto 2024, divenendo la capo del governo più giovane nella storia del Paese.
Nel marzo 2025, Paetongtarn supera una mozione di sfiducia presentata nei suoi confronti con l'accusa di essere manipolata dal padre e di non avere l'esperienza necessaria per gestire i problemi dell'economia e della sicurezza nazionale.
Il 1º luglio 2025 viene sospesa dalla Corte costituzionale della Thailandia, che ha accolto un reclamo presentato da 36 senatori secondo i quali si è resa responsabile di violazioni etiche nel corso di una conversazione telefonica con l'ex primo ministro cambogiano Hun Sen riguardante dispute di confine tra Thailandia e Cambogia.

## Vita privata
Il soprannome di Paetongtarn è Ung Ing (thailandese: อุ๊งอิ๊ง), che a volte è abbreviato in Ing. È sposata con Pitaka Suksawat, un uomo d'affari thailandese che è il vice direttore degli investimenti di Rende Development Co., Ltd., e un membro del consiglio di amministrazione della Thaicom Foundation.
Pitak e Paetongtarn hanno una figlia, Thitara Suksawat, nata il 10 gennaio 2021, e un figlio, Phrutthasin Suksawat, nato il 1º maggio 2023, prima delle elezioni generali dello stesso mese.
Nella sua dichiarazione patrimoniale per il 2024, ha rivelato una collezione di 217 borse di lusso e 75 orologi di lusso, con un patrimonio netto totale di oltre 400 milioni di dollari.

## Onorificenze
2005 – Ordine del Direkgunabhorn, 6ª classe, medaglia d'Oro.